# NH Begraafplaats (Wassenaar)
De NH Begraafplaats te Wassenaar, ook wel Kerkhof bij de Dorpskerk, is een begraafplaats rond de dorpskerk van Wassenaar. Op de begraafplaats vindt men grafkelders, zandgraven, urnengraven en algemene graven.  Verder bevinden zich op de begraafplaats een strooiveld en drie gedenkzuilen.

## Ontstaan van het Dorpskerk kerkhof
Tijdens een restauratie in de 40er jaren vorige eeuw werd een oude sarcofaag gevonden. Hieruit bleek dat er al voor de 11e eeuw in en rond de kerk graven bestonden. Een groot aantal historische grafzerken van notabelen rond de 17e en 18e eeuw is bewaard gebleven en nog steeds in de kerk te zien. Tijdens de restauratie rond 1940 zijn alle knekelrestanten onder de kerk verwijderd en bijgezet in zogenaamde verzamelgraven.
Het kerkhof rondom de kerk werd in 1847 in gebruik genomen met de ter aarde bestelling van Sophia W. Gravin van Wassenaer, geboren Baronesse van Heeckeren van Kell, op 13 januari 1847. Zij was de derde echtgenote van Jacob Unico Wilhelm van Wassenaer Obdam. Het graf betreft een zogenaamde grafkelder waarin meerdere overledenen kunnen worden bijgezet. De graven uit die tijd liggen direct naast de hoofdingang van de kerk.
Het kerkhof bevat enkele bijzondere grafmonumenten en er zijn diverse nationale beroemdheden ter ruste gelegd, waaronder ministers, schrijvers, dichters, schilders en architecten. Op de begraafplaats rusten ook negen oorlogsslachtoffers.

## Kerkhof in de huidige vorm
In de loop der tijd werd het kerkhof uitgebreid tot de huidige grootte. Bij de laatste uitbreiding, eind negentiger jaren van de vorige eeuw, werd het Noordelijke deel links naast de achteringang vanaf de Berkhei toegevoegd. Sinds die uitbreiding is het recht op begraven beperkt tot betalende leden verbonden aan de Protestantse gemeente te Wassenaar. Niet- en niet betalende leden kunnen weliswaar begraven worden op het Kerkhof, maar er zal dan een afkoopsom gelden om het lidmaatschap te voldoen .

## Gedenkzuilen
In 2021 zijn, met behulp van een aantal grote sponsors, drie gedenkzuilen op het kerkhof geplaatst. Het doel van deze zuilen is om mensen in de breedste zin des woord te kunnen gedenken, bijvoorbeeld als iemand vermist is, of nergens anders een gedenkplaats heeft. Hierbij kan gedacht worden aan iemand van wie de as is verstrooid, een dood geboren of jong overleden kind. Er moet wel enige verbondenheid met Wassenaar zijn. Op één van de drie zuilen kan een gedenkbordje worden aangevraagd.

## Strooiveld
In 2021 is een strooiveld aanglegd. Het veld is van een Sedum begroeiing voorzien, waardoor de as goed wordt opgenomen en er een natuurlijke uitstraling is. De as van een dierbare kan hier op afspraak worden verstrooid, al dan niet in combinatie met een herdenkingsbordje.

## Beheer van het Kerkhof
Het College van Kerkrentmeesters is juridisch eigenaar van het Kerkhof. Zij heeft het beheer en onderhoud neergelegd bij het Kerkelijk Bureau.